# 597
عام 597 م، فيه حدث ما يلي:

## أحداث
- في هذا العام بُنيت كاتدرائية كانتربري في إنجلترا للمرة الأولى، وقد أعيد بناؤها لاحقا.
- في هذا العام اجتاح نبوخذ نصر الآشوري مدينة حشبون القديمة التي هي اليوم مدينة حسبان، وعمل على تدميرها وقتل أهلها.
- في هذا العام تم تحويل معبد كونكورديا في إيطاليا إلى كنيسة مسيحية؛ بسبب سياسية التنصير.

## مواليد
- عمرو بن شأس الأسدي

## وفيات
- تشي يي (538-597 ميلاديًا)، يُعد مؤسس مذهب الـتيانتاي وهو إحدى مدارس الـبوذية في الصين.
- القديس كولومبا.